# 张龙浩
张龙浩（1976年4月4日—），韩国射箭运动员。曾参加1996年、2000年和2004年三届夏季奥运，共收获两枚金牌和一枚银牌。此外他也获得过2006年亚洲运动会男子团体金牌。